# Vrachonisís Porí
Vrachonisís Porí är en ö i Grekland.   Den ligger i regionen Attika, i den södra delen av landet, 230 km söder om huvudstaden Aten. Arean är 0,49 kvadratkilometer.
Terrängen på Vrachonisís Porí är lite kuperad. Öns högsta punkt är 125 meter över havet. Den sträcker sig 0,7 kilometer i nord-sydlig riktning, och 1,0 kilometer i öst-västlig riktning.